# Lawsonbauerite
La lawsonbauerite è un minerale.